# Le vol du condor
Le vol du condor es un disco de estudio de Los Calchakis, grabado en 1985 con el sello francés ARION, además del cóndor, el grupo dedica canciones a otras aves de cierta relevancia en Latinoamérica.

## Lista de canciones
| N.º | Título                | Música                                       | Duración |  |
| 1.  | «El vuelo del cóndor» | folklore arr. H. Hiranda y A. Mª Miranda     |          |  |
| 2.  | «Los Reyes Magos»     | Félix Luna - Ariel Ramírez                   |          |  |
| 3.  | «Urpillay»            | Sergio Arriagada                             |          |  |
| 4.  | «Dos palomitas»       | folklore arr. A. Ariel                       |          |  |
| 5.  | «La Bikina»           | Rubén Fuentes                                |          |  |
| 6.  | «Amigo del cóndor»    | Los Payas arr. H. Miranda                    |          |  |
| 7.  | «Naranjitallay»       | Sergio Villar arr. A. Ariel y Osvaldo Montes |          |  |
| 8.  | «Los halcones»        | folklore arr. H. Miranda y A. Mª Miranda     |          |  |
| 9.  | «El aguilucho»        | L. Saavedra                                  |          |  |
| 10. | «Siklla»              | Antonio Pantoja arr. H. Miranda              |          |  |
| 11. | «El colibrí»          | A. Ariel                                     |          |  |
| 12. | «El cóndor pasa»      | Daniel Alomía Robles                         |          |  |

## Integrantes
- Héctor Miranda.
- Aldo Ariel.
- Alberto Rodriguez.
- Joel Perri.
- Sergio Arriagada.
- Lucio Saavedra